# カール＝ハンス・リーム
カール＝ハンス・リーム（Karl-Hans Riehm、1951年5月31日 - ）は、旧西ドイツの陸上競技選手。
1970年代から1980年代にかけて活躍したハンマー投の選手。1984年ロサンゼルスオリンピックの銀メダリストである。ラインラント＝プファルツ州トリーア＝ザールブルク郡コンツ出身。

## 経歴
リームは、1972年に母国西ドイツで開催されたミュンヘンオリンピックに出場したものの、70m12で、3投が終わった時点で10位となり、4投以降に進むことができずに終わった。1975年5月19日に、ザールラント州のレーリンゲンで行われた試合では、76m70、77m56、78m50と3度にわたり世界記録を更新。なお、この日は、6投すべてでこれまでの世界記録、ソ連のアレクセイ・スピリドノフが持っていた76m66を超えるという快挙であった。1978年8月6日には、ソ連のボリス・ザイチュクに次いで2人目となる80m越えを達成し、80m32で3年ぶりの世界新記録を樹立した。
1984年のロサンゼルスオリンピックでは、ユーリ・セディフやセルゲイ・リトビノフらソ連の強豪選手がボイコットのため出場しない中、77m98で、フィンランドのユーハ・チアイネンに次いで銀メダルを獲得した。
リームは、引退後、1970年代中頃に記録が飛躍的に向上したのは、コーチから進められて服用したアナボリックステロイドによるものと告白した。リームは、現在、故郷のコンツで家具職人として暮らしている。

## 自己ベスト
- ハンマー投 - 80m80 （1980年7月30日）

## 世界記録
- ハンマー投

| 記録  | 日付          | 場所           |
| ----- | ------------- | -------------- |
| 76m70 | 1975年5月19日 | レーリンゲン   |
| 77m76 | 1975年5月19日 | レーリンゲン   |
| 78m50 | 1975年5月19日 | レーリンゲン   |
| 80m32 | 1978年8月6日  | ハイデンハイム |

## 主な実績
| 年   | 大会                         | 場所                         | 種目       | 結果 | 記録  |
| ---- | ---------------------------- | ---------------------------- | ---------- | ---- | ----- |
| 1972 | オリンピック                 | ミュンヘン(西ドイツ)         | ハンマー投 | 10位 | 70m12 |
| 1976 | オリンピック                 | モントリオール(カナダ)       | ハンマー投 | 4位  | 75m46 |
| 1977 | IAAF陸上ワールドカップ       | デュッセルドルフ(西ドイツ)   | ハンマー投 | 1位  | 75m64 |
| 1978 | ヨーロッパ陸上競技選手権大会 | プラハ(チェコスロバキア)     | ハンマー投 | 3位  | 77m02 |
| 1979 | IAAF陸上ワールドカップ       | モントリオール(カナダ)       | ハンマー投 | 2位  | 75m88 |
| 1981 | IAAF陸上ワールドカップ       | ローマ(イタリア)             | ハンマー投 | 2位  | 75m60 |
| 1983 | 世界陸上競技選手権大会       | ヘルシンキ(フィンランド)     | ハンマー投 | 7位  | 76m92 |
| 1984 | オリンピック                 | ロサンゼルス(アメリカ合衆国) | ハンマー投 | 2位  | 77m98 |